# 171
Het jaar 171 is het 71e jaar in de 2e eeuw volgens de christelijke jaartelling.

## Gebeurtenissen

### Romeinse Rijk
- Keizer Marcus Aurelius leidt een expeditieleger naar Illyrië en ontzet Aquileia. De Marcomannen en de Quadi worden verslagen en trekken zich terug over de Donau.
- Marcus Aurelius vestigt zijn hoofdkwartier in Carnuntum (Pannonië) en tekent een vredesverdrag met de Germaanse stammen op de Balkan.
- Het Legio III Italica bouwt het kamp Castra Regina (Kasteel aan de rivier Regen), tegenwoordig Regensburg.